# منتخب بورتوريكو لكرة القدم
منتخب بورتوريكو لكرة القدم (بالإسبانية: Selección de fútbol de Puerto Rico) وهو المنتخب الوطني في بورتو ريكو ويديره اتحاد بورتو ريكو لكرة القدم. لم يسبق له التأهل إلى بطولة بطولة كأس العالم لكرة القدم.

## وصلات خارجية
- قائمة بيانات المنتخب من الموقع الرسمي للفيفا باللغة العربية